# RS-68 (motor de cohete)
El RS-68 (Rocket System 68), desarrollado por Rocketdyne, es un motor de hidrógeno líquido / oxígeno líquido, que produce actualmente un empuje de 663.000 lbf (2,9 MN) a nivel del mar y 751.000 lbf (3,3 MN) en el vacío, ambos a 102% de potencia. La variante RS-68A ha producido 700.000 lbf (3,11 MN) durante su desarrollo. La variante RS-68B es el motor principal propuesto para el programa Constelación de la NASA, y tiene un 80% de piezas menos que el motor principal del transbordador espacial. 
Desarrollado desde finales de los 1990s hasta los 2000s, el RS-68 fue diseñado con la meta de reducir costes en oposición a los motores contemporáneos.